# Helmut Mathy
Helmut Mathy (* 14. Mai 1934 in Kinheim, Mosel; † 14. Oktober 2008 in Mainz) war ein deutscher Historiker und Ministerialbeamter.

## Leben
Helmut Mathy, Sohn eines Winzers, besuchte von 1940 bis 1948 die Volksschule seines Heimatortes, anschließend bis zum Abitur 1954 die Staatlichen Kurfürst-Balduin-Aufbauschule in Münstermaifeld. Ab 1954 studierte er Geschichte, Germanistik, Pädagogik, Philosophie und Latein in Bonn, München, Innsbruck und Wien. Er wurde 1959 an der Universität Innsbruck bei dem Historiker Hans Kramer mit einer Arbeit zu Franz Georg von Metternich promoviert.
Von 1958 bis 1967 arbeitete Helmut Mathy an der Universität Mainz, wo er vor allem von dem Historiker Leo Just geprägt wurde. Zunächst war er Assistent am Historischen Seminar (1959/60), dann an einem DFG-Projekt von Eugen Ewig (1961), ab 1961 wissenschaftlicher Assistent von Leo Just. 1964 wurde er Kustos, später Akademischer Rat am Institut für Rechts- und Verfassungsgeschichte bei Johannes Bärmann. Seine Aufgabe war die Erforschung der Geschichte der Universität Mainz, wofür er umfangreiche Archivstudien betrieb. Zum Wintersemester 1974/75 erhielt er einen Lehrauftrag für Universitätsgeschichte, für seine Verdienste um die Universitätsgeschichte wurde er 1977 zum Honorarprofessor ernannt.
Zum 1. Dezember 1967 wurde er Beamter in der rheinland-pfälzischen Staatskanzlei, zunächst als Regierungsrat, dann als Oberregierungsrat, ab 1970 als Regierungsdirektor und ab 1973 als Ministerialrat. In der Staatskanzlei war er als Referent für Öffentlichkeitsarbeit, Landesgeschichte und Landeskunde tätig. 1988 wurde er pensioniert.
Helmut Mathy war von 1994 bis 2004 Mitglied der Fraktion der CDU im Mainzer Stadtrat und war unter anderem als ihr kulturpolitischer Sprecher tätig. Mathy lebte in Mainz-Bretzenheim.

## Wirken
Helmut Mathy galt als profunder Kenner der Geschichte der Stadt, der Universität und der Region Mainz. Seine Forschungsschwerpunkte waren die Geschichte der Stadt in der Spätphase des Alten Reiches, der Französischen Revolution und der napoleonischen Zeit, dem 18. und frühen 19. Jahrhundert, sowie der alten und neuen Mainzer Universität. So gestaltete er die Feierstunde zum 200-jährigen Bestehen des Mainzer Hauptfriedhofes im Jahr 2003 und referierte über die Geschichte der Stadtbibliothek Mainz. In diesem Zusammenhang referierte er auch über Wilhelm Heinse.  Mathy beschäftigte sich auch mit früheren Mainzer Historikern wie Stephan Alexander Würdtwein.
In seiner Wahlheimat Mainz hat sich Mathy in zahlreichen Mainzer Vereinen und Verbänden engagiert. Mathy war von 1970 bis 2007 Vorsitzender des Mainzer Altertumsvereins, 2007 wurde er dessen Ehrenvorsitzender.

## Auszeichnungen und Ehrungen
Aufgrund seiner Verdienste wurde Mathy vielfach geehrt. 1988 wurde er mit der Würde eines Ehrensenators der Universität Mainz ausgezeichnet. Im Jahr 2000 erhielt er von der Stadt Mainz für sein Engagement das Römische Kaisermedaillon verliehen. 2006 erhielt er die „Ludwig-Lindenschmit-Plakette“ des Mainzer Altertumsvereins.

## Schriften (Auswahl)
Eine vollständige Zusammenstellung findet sich bei Susanne Speth:  Bibliographie Helmut Mathy. In: Mainzer Zeitschrift 94/95, 1999/2000, S. 3–17 und Susanne Speth: Verzeichnis der Schriften von Helmut Mathy ab 2000. In: Mainzer Zeitschrift 104, 2009, S. VIII.
- mit Leo Just: Die Universität Mainz. Grundzüge ihrer Geschichte. Mushakesche Verlagsanstalt, Trautheim über Darmstadt, 1965.
- Die Wiedereröffnung der Mainzer Universität 1945/1946. Dokumente, Berichte, Aufzeichnungen, Erinnerungen. Vereinigung der Freunde der Universität, Mainz 1966.
- Als Mainz französisch war. Studien zum Geschichtsbild der Franzosenzeit am Mittelrhein 1792/1793 und 1798–1814. Von Hase und Koehler, Mainz 1968.
- Franz Georg von Metternich, der Vater des Staatskanzlers. Studien zur österreichischen Westpolitik am Ende des 18. Jahrhunderts (= Mainzer Abhandlungen zur mittleren und neueren Geschichte. Band 8). Hain, Meisenheim a. Glan 1969 (Dissertation Innsbruck, Teildruck).
- Die Geschichte des Mainzer Erzkanzlerarchivs 1782–1815. Bestände – Organisation – Verlagerung (= Recht und Geschichte. Band 5). Franz Steiner Verlag, Wiesbaden 1969.
- Die Universität Mainz 1477–1977. Verlag Dr. Hanns Krach, Mainz 1977, ISBN 3-87439-041-1.
- Entschlüsselte Schilder. Straßennamen auf dem Campus. Johannes-Gutenberg-Universität, Mainz 1986.
- Ut omnes unum sint. Die Wiedereröffnung der Mainzer Universität vor vierzig Jahren. Vortrag [am 28. Mai 1986]. Johannes Gutenberg-Universität, Mainz 1987.
- Der Schinderhannes. Zwischen Mutmassungen und Erkenntnissen (= Aurea Moguntia. Band 1). Verlag Philipp von Zabern, Mainz 1989, ISBN 3-8053-1081-1.
- Feste und Gäste im höfischen Mainz  (= Aurea Moguntia. Band 2). Verlag Philipp von Zabern, Mainz 1989, ISBN 3-8053-1086-2.
- Die Halsbandaffäre. Kardinal Rohan und der Mainzer Kurfürst (= Aurea Moguntia. Band 3). Verlag Philipp von Zabern, Mainz 1989, ISBN 3-8053-1093-5.
- Tausend Jahre St. Stephan in Mainz. Ein Kapitel deutscher Reichs- und Kirchengeschichte (=  Aurea Moguntia. Band 4). Verlag Philipp von Zabern, Mainz 1990, ISBN 3-8053-1189-3.
- Die Wirklichkeit übertrifft die Vision. Gespräch mit Karl Holzamer über die Frühzeit der Johannes Gutenberg-Universität (= Schriften der Johannes Gutenberg-Universität Mainz. Heft 3). Johannes-Gutenberg-Universität, Mainz 1996, ISBN 3-9802819-3-0.
- Die erste Landesuniversität von Rheinland-Pfalz. Studien zur Entstehungsgeschichte der Johannes-Gutenberg-Universität (= Schriften der Johannes Gutenberg-Universität Mainz. Heft 8). Johannes Gutenberg-Universität, Mainz 1997, ISBN 3-9802819-5-7.
- mit Michael Kißener (Hrsg.): Ut omnes unum sint. Gründungspersönlichkeiten der Johannes-Gutenberg-Universität, Teil 1–2 (= Beiträge zur Geschichte der Johannes Gutenberg-Universität Mainz. Neue Folge Band 2–3). Franz Steiner Verlag, Stuttgart 2005–2006, ISBN 3-515-08781-8; ISBN 3-515-08650-1.
- Stadt – Land – Universität. Aus den Werken des Mainzer Historikers Helmut Mathy, hrsg. von Otto Böcher, Franz Dumont, Elmar Rettinger (= Beiträge zur Geschichte der Johannes Gutenberg-Universität Mainz. Neue Folge Band 11). Franz Steiner Verlag, Stuttgart 2012, ISBN 978-3-515-10116-5 (gesammelte kleine Schriften zur Mainzer Universitätsgeschichte).